# Atletisme als Jocs Olímpics d'estiu de 1908 - 10 milles marxa masculines
Les 10 milles marxa masculines van ser una de les dues proves de marxa disputades durant els Jocs Olímpics de Londres de 1908. La prova es va disputar en dos dies, el 16 i 17 de juliol de 1908 i és l'única vegada que s'ha disputat en uns Jocs. Hi van prendre part 25 atletes de 8 nacions diferents.

## Medallistes
| Or                  | Plata             | Bronze               |
| George Larner (GBR) | Ernest Webb (GBR) | Edward Spencer (GBR) |

## Resultats

### Sèries
La competició es va disputar en dues sèries. Els quatre primers de cada sèrie passava a la final. Es van disputar el 16 de juliol de 1908.
Sèrie 1
Carter, Larner i Spencer van creuar plegats la línia d'arribada.
| Posició | Nom              | País          | Temps         |
| ------- | ---------------- | ------------- | ------------- |
| 1       | Ernest Webb      | Regne Unit    | 1:20:18.8     |
| 2       | Frank Carter     | Regne Unit    | 1:21:25.4     |
| 2       | Ernest Larner    | Regne Unit    | 1:21:25.4     |
| 2       | Edward Spencer   | Regne Unit    | 1:21:25.4     |
| 5       | Arthur Rowland   | Australàsia   | 1:21:57:6     |
| 6       | Thomas Hammond   | Regne Unit    | 1:23:44.0     |
| 7       | Paul Gunia       | Alemanya      | 1:26:09.4     |
| —       | Jo Goetzee       | Països Baixos | No finalitza  |
| —       | Arne Højme       | Dinamarca     | No finalitza  |
| —       | Piet Soudyn      | Països Baixos | No finalitza  |
| —       | Willem Winkelman | Països Baixos | No finalitza  |
| —       | Alfred Yeoumans  | Regne Unit    | Desqualificat |

Sèrie 2
| Posició | Nom                 | País          | Temps          |
| ------- | ------------------- | ------------- | -------------- |
| 1       | George Larner       | Regne Unit    | 1:18:19.0      |
| 2       | Ralph Harrison      | Regne Unit    | 1:18:21.2      |
| 3       | Harry Kerr          | Australàsia   | 1:18:40.2      |
| 4       | William Palmer      | Regne Unit    | 1:19:04.0      |
| 5       | Gadwin Withers      | Regne Unit    | 1:19:22.4      |
| 6       | Sydney Schofield    | Regne Unit    | 1:21:07.4      |
| 7       | Piet Ruimers        | Països Baixos | 1:27:38.8      |
| 8       | Emmerich Rath       | Àustria       | 1:30:33.8      |
| —       | John Butler         | Regne Unit    | No finalitza   |
| —       | George Goulding     | Canadà        | No finalitza   |
| —       | Jan Huijgen         | Països Baixos | No finalitza   |
| —       | Einar Rothman       | Suècia        | No finalitza   |
| —       | Charles Vestergaard | Dinamarca     | Did not finish |

### Final
La final es va disputar el divendres 17 de juliol de 1908.
| Posició | Nom            | País        | Temps      |
| ------- | -------------- | ----------- | ---------- |
| 1       | George Larner  | Regne Unit  | 1:15:57.4  |
| 2       | Ernest Webb    | Regne Unit  | 1:17:31.0  |
| 3       | Edward Spencer | Regne Unit  | 1:21:20.2  |
| 4       | Frank Carter   | Regne Unit  | 1:21:20.2  |
| 5       | Ernest Larner  | Regne Unit  | 1:24:26.2  |
| 6       | William Palmer | Regne Unit  | Desnonegut |
| —       | Ralph Harrison | Regne Unit  | No surt    |
| —       | Harry Kerr     | Australàsia | No surt    |